# Mehmet Sarı
Mehmet Sarı (ur. 29 stycznia 1948 w Tarsusie) – turecki zapaśnik w stylu wolnym. Olimpijczyk z Montrealu 1976, gdzie odpadł w eliminacjach w kategorii do 68 kg.
Zajął czwarte miejsce na mistrzostwach świata w 1974 i 1975. Wicemistrz Europy w 1972, 1975 i 1977. Złoty medalista igrzysk śródziemnomorskich w 1975 roku.